# Självständighetsdagens mottagning
Självständighetsdagens mottagning, inofficiellt "Slottsbalen" (finska: Linnan juhlat), är en finländsk fest som årligen ordnas på landets självständighetsdag den 6 december av republikens president i Presidentens slott i Helsingfors. Till festen bjuds representanter från stat, kommun, näringslivet, föreningar samt olika privatpersoner som har utmärkt sig under året, vanligen konstnärer och idrottare.
År 2023 var temat för festen "Tiderna förändras". Mottagningen var den sista med Sauli Niinistö som värd.

## Historia

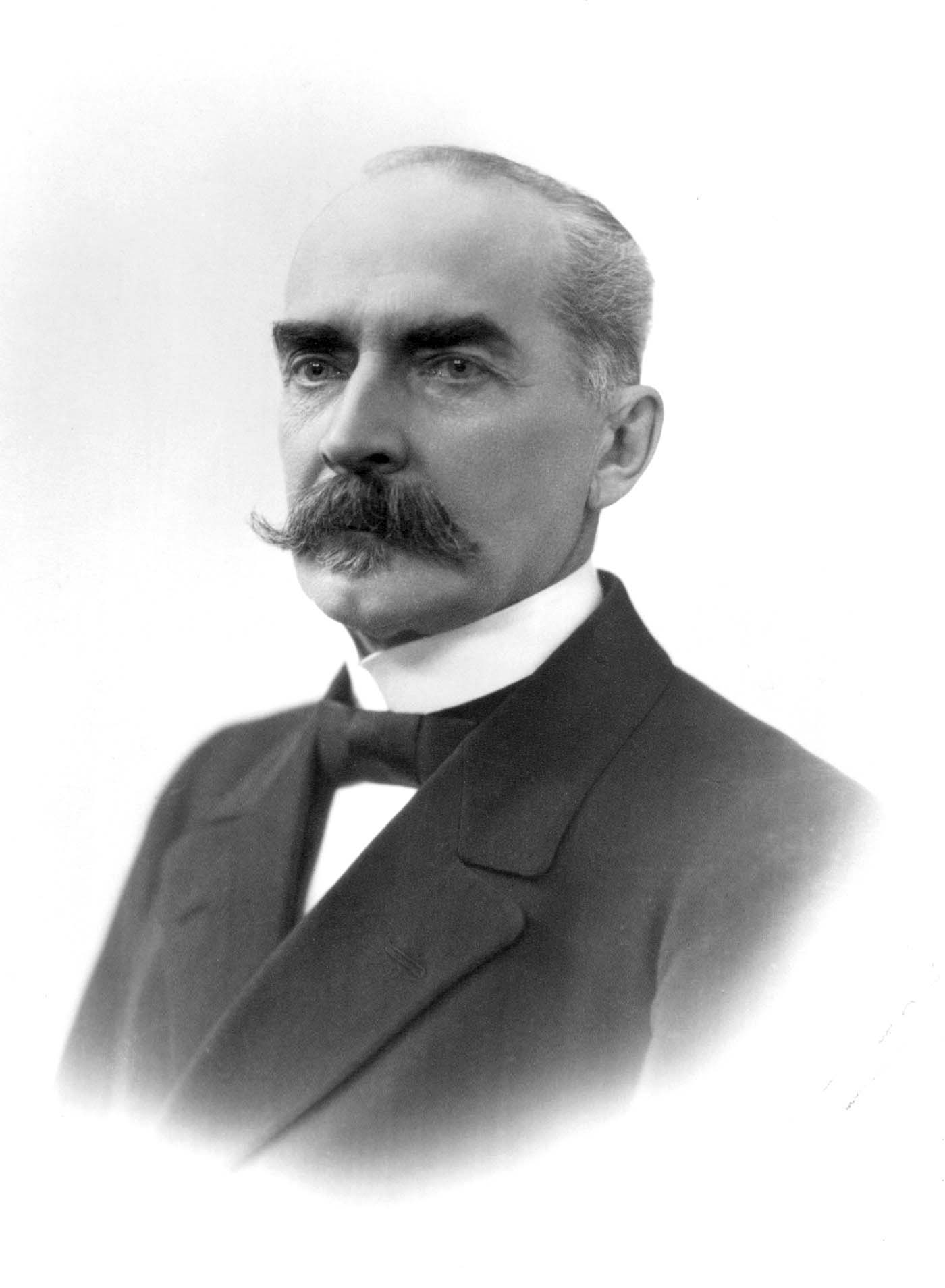
President Ståhlberg

Historian till självständighetsdagens mottagning  sträcker sig till år 1919, då den första eftermiddagsfesten hölls på Slottet. Värd för festen var då president K. J. Ståhlberg med sin dotter Aino Ståhlberg. Traditionen att arrangera en festmottagning på självständighetsdagen går dock tillbaka till Storfurstendömet Finlands autonoma tid, då man i samband med ståndslantdagen ordnade en bal i Kejserliga palatset, det vill säga det som i dag är Presidentens slott. Till mottagningarna åren 1919-1921 var regeringen, diplomater och tjänstemän inbjudna, totalt cirka 150 personer. Kaffe serverades vid mottagningen och programmet bestod av musik. Efter mottagningen hölls en medborgarfest på Finlands Nationalteater.
Den 6 december 1922 ordnade president K. J. Ståhlberg och fru Ester Ståhlberg den första kvällsfesten på Presidentens slott. Festen började klockan 21:00, och över tusen gäster deltog. Programmet inkluderade solosång, musik och dans.
Åren 1923-1924 återgick man till eftermiddagsevenemangen. Följande år bjöd president Lauri Relander och fru Signe Relander in cirka 1600 gäster till en kvällsfest den 5 december 1925, dagen före självständighetsdagen. Bland annat regeringen, diplomater, riksdagsledamöter, företrädare för den högre officerskåren och de högsta tjänstemännen samt representanter för konsten var inbjudna. Kvällen innehöll musikaliska inslag och dans fram till morgontimmarna. Festerna har fortsatt att ordnas enligt detta koncept, även om de i början var mer oregelbundna.

### Undantag
Självständighetsdagens mottagning har inte ordnats i Presidentens slott under följande år:
- 1926, på grund av president Lauri Kristian Relanders sjukdom. [5]
- 1931, på grund av president Pehr Evind Svinhufvuds 70-årsfödelsedag (den 15 december). [4]
- 1932, på grund av Sveriges kronprins Gustaf Adolfs statsbesök. [4]
- 1933, på grund av recession.
- 1939, på grund av Vinterkriget. [4]
- 1940, på grund av president Kyösti Kallios sjukdom. [6]
- 1941–1942, på grund av Fortsättningskriget. [4]
- 1943, festen ordnades i Åbo Frivilliga brandkårens hus. [4]
- 1944, på grund av Lapplandskriget. [4]
- 1945, på grund av president Gustaf Mannerheims sjukdom.
- 1952, på grund av president J. K. Paasikivis sjukdom. [4]
- 1972, Presidentens slott var under ombyggnad. Festen ordnades i Finlandiahuset med statsminister Kalevi Sorsa som värd.
- 1974, president Urho Kekkonens maka Sylvi Kekkonen avled den 2 december. [4]
- 1981, på grund av president Urho Kekkonens sjukdom: festmottagningen ordnades i Finlandiahuset med vikarierande statsminister Eino Uusitalo som värd. [4]
- 2013, Presidentens slott renoverades. Festmottagningen ordnades i Tammerforshuset. [4]
- 2020, på grund av coronapandemin: festen endast på tv. [4]
- 2021, på grund av coronapandemin: ingen fest ordnades. [4]

## Gäster

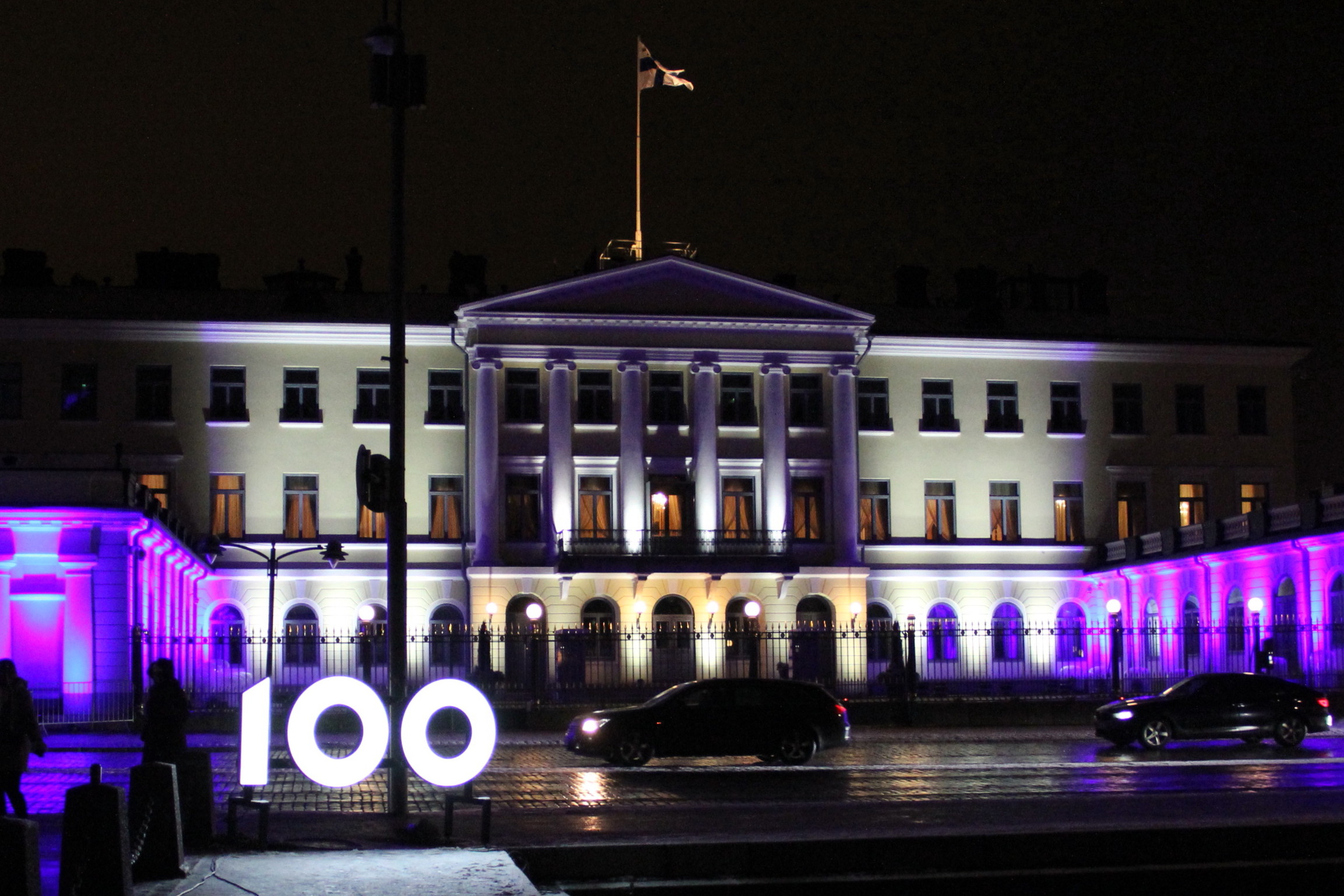
Presidentens slott när Finland fyllde 100 år.

Fram till år 1964 kallades självständighetsfesten för samkväm. Efter det har mottagningarna på självständighetsdagen ordnats i sin nuvarande form på Slottet. Antalet inbjudna gäster har varierat mellan cirka 1 600 och 2 000. En del av gästerna inbjuds på grund av deras status.

### Gäster som varje år bjuds in
- Tidigare presidenter
- Tidigare statsministrar
- Tidigare Riksdagens talmän
- Statsrådets medlemmar
- Riksdagsledamöter
- Diplomater
- Biskopar
- Finländska medlemmar i Europeiska parlamentet
- Rektorer och kanslerer vid universiteten
- Krigsveteraner och Lottor
- Högsta tjänstemän i rättsväsendet
- Mannerheimkorsets riddare (fram till 2020)

För högsta tjänstemän inom staten varierar inbjudningarna; inbjudan kan inträffa vartannat eller vart tredje år.

### Övriga gäster
Varje år bjuds ungefär en tredjedel av gästerna in för första gången. Det har varit sed att bjuda in bland annat de mest betydande personerna inom näringslivet och kulturen samt framgångsrika finska idrottare och konstnärer som har utmärkt sig under året. Antalet inbjudna underhållare ökade markant under president Tarja Halonens tid.
År 2009 infördes av säkerhetsskäl ett chip i inbjudningarna, som enligt uttalande från Presidentens kansli innehåller personuppgifter om de inbjudna.

### Klädkod
Klädkoden för Självständighetens mottagning  festlig: på inbjudningskortet uppmanas gästerna att klä sig i "frack och festdräkt". Ordensband, förtjänsttecken och motsvarande symboler kan bäras i ursprungliga storlek. För män kan en mörk kostym - dock inte smoking - ersätta fracken; för kvinnor innebär "festdräkt" enligt etiketten en heltäckande, festlig klänning tillverkad av fina material med värdefulla smycken. Konstnärer tar sig ibland friheter i klädkoden. Präster, poliser och andra tjänstemän uppträder i festversioner av sina tjänsteuniformer.
Både män och kvinnor kan också klä sig i folkdräkt, men då är det inte tillåtet att bära ordensband eller förtjänsttecken. Enligt klädexperter är folkdräkten det bästa alternativet för att fira självständigheten. Folkdräkten följer både etiketten och betonar Finlands nationella identitet.

### Svinhufvuds tid
Efter att förbudslagen hade hävts började man på Svinhufvuds tid servera alkohol på festen, men under president Kallio, som var nykterist, var festen åter alkoholfri. Då bestod menyn av kaffe, mjöd, saft, smörgåsar, frukt och sötsaker.

### President Kekkonens tid

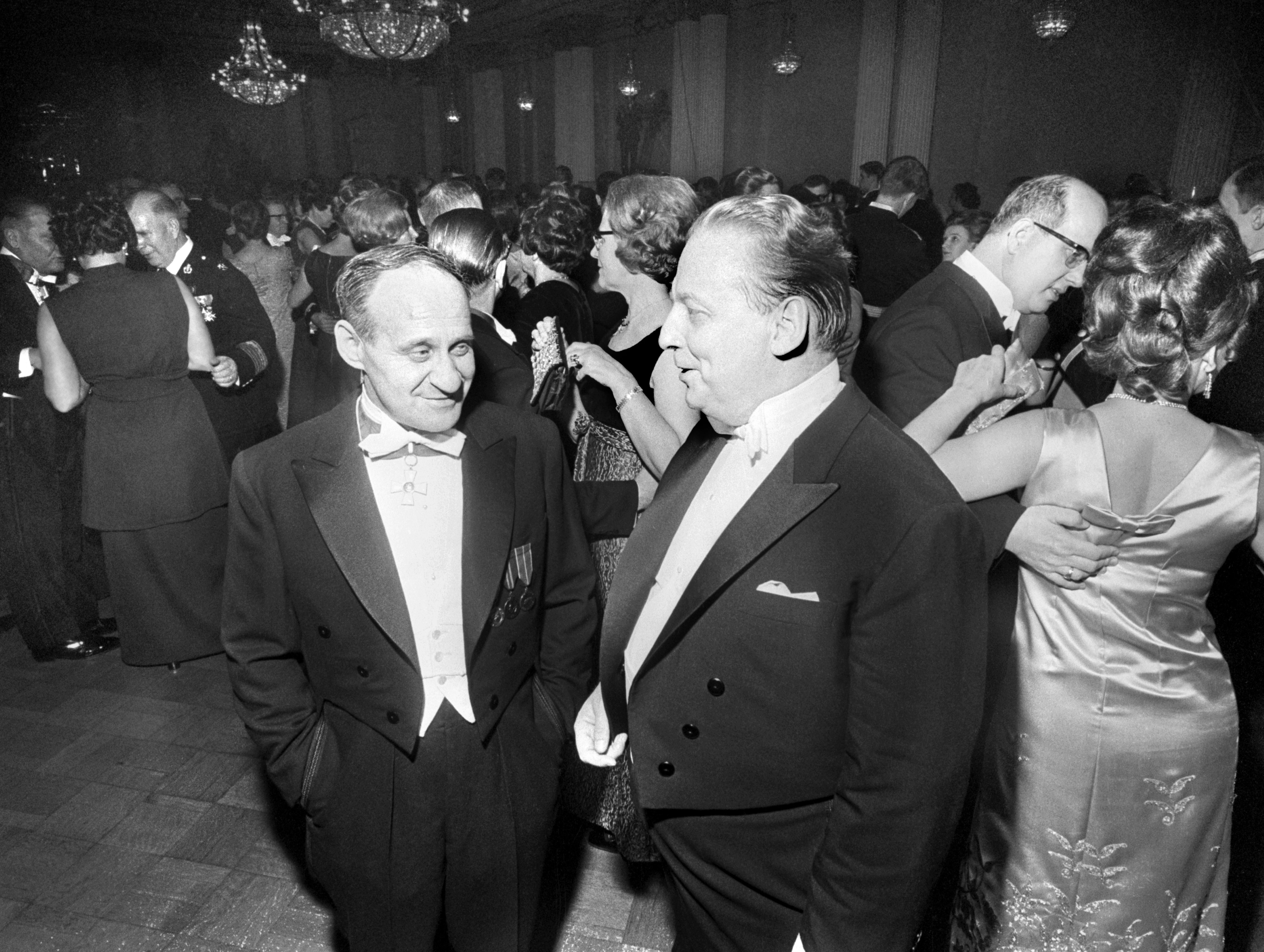
Väinö Linna och översättaren Nils-Börje Stormbom i slottet år 1968.

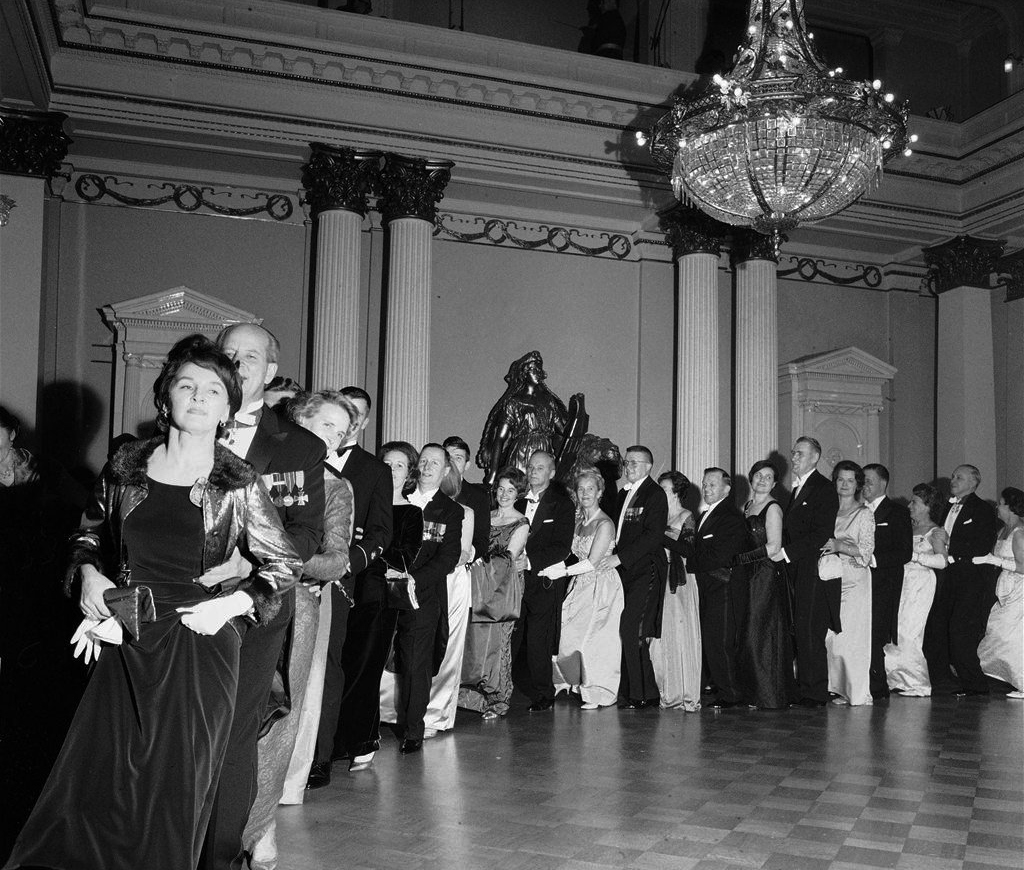
Gäster dansar jenka år 1964.

President Urho Kekkonen, själv en idrottsman, gjorde det till en vana att årligen bjuda in framgångsrika idrottare till självständighetsdagens mottagning. Under Kekkonens tid var även många konstnärer från olika områden inbjudna. Årligen återkommande gäster inkluderade bland andra skådespelarna Ella Eronen, Tauno Palo, Tarmo Manni, Tea Ista, Birgitta Ulfsson, Lasse Pöysti och Eeva-Kaarina Volanen, författarna Mika Waltari, Väinö Linna, Eeva Joenpelto och Christer Kihlman, samt bildkonstnärerna Essi Renvall, Tapio Wirkkala, Timo Sarpaneva, Kain Tapper och Reidar Särestöniemi. Armi Kuusela, Miss Universum 1952, och hennes make Virgilio Hilarion besökte slottet 1962, vilket då ansågs vara en stor händelse. Vid mottagningen år 1964 dansade gästerna även den tidens modedans, jenka.

### President Koivistos tid
President Mauno Koivisto ville å ena sidan betona kontinuitet och å andra sidan distansera sig från Kekkonens epok med dess odemokratiska metoder. Koivisto ville inte skapa en egen societet, så som Kekkonen hade gjort, och sedan 1982 sågs knappt några från Kekkonens "hov" i slottet. Därför saknades på gästlistan för år 1982 bland andra Lasse Pöysti, Timo Sarpaneva, Sylvi Salonen, Tarmo Manni och Rauni Luoma. Istället var en av de mest iögonfallande gästerna generalöverste A. F. Airo från krigstiden, tillsammans med sin maka. Under Koivistos tid övergavs också den praxis som etablerats under Kekkonens tid, att bjuda in före detta utrikesministrar till självständighetsdagens mottagning. Därför syntes bland gästerna inte längre Anita Hallamaa, som hade haft stark påverkan inom utrikesministeriet. År 1983 föreslog fru Tellervo Koivisto en lättnad i klädkoden genom att föreslå smoking som herrarnas festdräkt, men konservativa manliga gäster förkastade idén.

### President Ahtisaaris tid
President Martti Ahtisaari bjöd in 40 representanter för arbetslösa och många personer han hade träffat under sina resor runt om i landet till sin görsta självständighetsdagsmottagning år 1994. Under Ahtisaaris tid blev det även vanligt att olika representanter för små och medelstora företag fick inbjudningar. Med sin diplomattid bakom sig bjöd Ahtisaari in fler ambassadörer till slottet, vilket skapade tryck för att förbättra serveringen. Dessutom återvände musikframträdanden till slottet under Ahtisaaris tid, något som hade minskats under Kekkonens tid som republikens president. Bland de som uppträdde i små rum fanns bland andra Jukka Perko, Severi Pyysalo och Lenni-Kalle Taipale. Under 1990-talet utvecklades anarkistiska protester som motsatte sig "elitens fester". Paret Ahtisaari introducerade också jazzmusik i den gula salongen och började servera vin och olika salta och regionala maträtter.

## Ceremonin

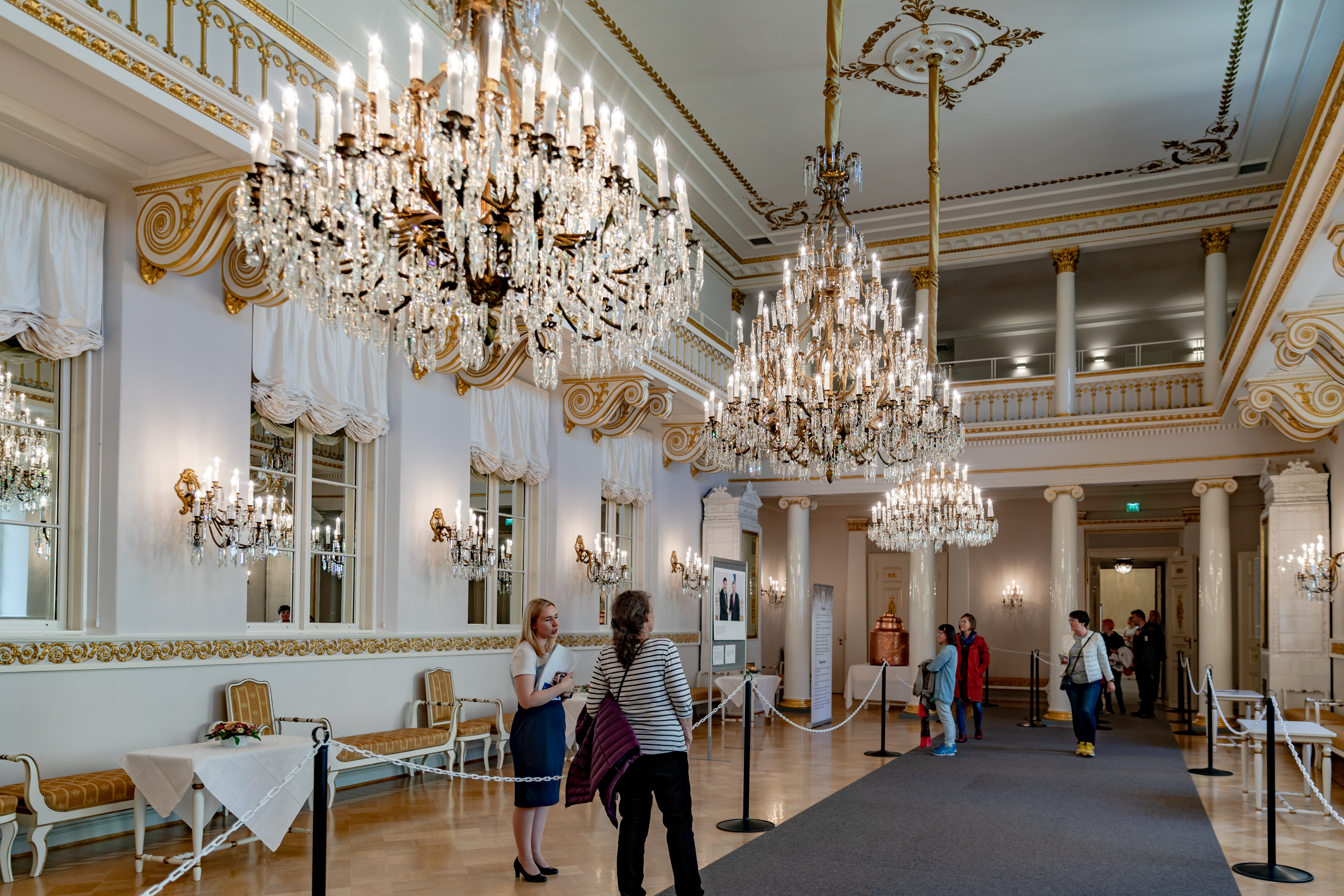
Spegelsalen i Presidentens slott.

Traditionellt hälsar alla festgäster på presidenten genom att skaka hand när de kommer in. Inmarschmusiken inleds med Jean Sibelius Jägaremarschen. De första gästerna anländer till slottet från Mariegatans sida. De första gästerna som skakar hand med republikens president är lottorna och krigsveteranerna, i riddarordning så att de första som kommer in är Mannerheimkorsets riddare. Den sista av Mannerheimkorsets riddare, Tuomas Gerdt, avled år 2020.
Kadetternas hedersvakt från Försvarshögskolan står uppställd med sina svärd. Efter krigsveteranerna är gästernas ordning fri beroende på deras ankomst: parlamentsledamöter, offentliga personer, idrottare, representanter inom näringslivet, representanter för olika organisationer, representanter för vetenskap och konst, och så vidare.
Efter att gästerna från Mariegatans sida har anlänt fortsätter ceremonin från Norra Esplanadens sida. Gästerna från denna sida anländer i följande ordning:
1. Biskopar med ledning av den största finländska kyrkans ärkebiskop (Ev.luth. kyrkan i Finland)
2. Representanter för Ålands lagting och Sametinget
3. Försvarsmaktens generaler
4. Storkorsets kommendanter
5. Rättsväsendets presidenter, justitieråd och representanter för åklagare
6. Medlemmar av Finlands Akademi vilka följs av rektor och kansler av universiteten i Finland
7. Tidigare Riksdagens talmän och statsministrar
8. I enighet med statsrådets protokoll: statsminister, finansminister, utrikesminister osv. med justitiekanslern som sista
9. Riksdagens talman, vice talmän och sekreterarna
10. Diplomatkåren, från den äldsta tjänstemannen i graden, ambassadörerna samt representanter för internationella organisationer.
11. Tidigare republikens presidenter

Efter att alla gäster från Norra Esplanadens sida har skakat hand med presidenten kommer presidenterna med sina partner att placera sig för gruppfotografering. Efter handslag och kaffe följer dans: den första dansen är traditionellt en vals, som presidentparet inleder med.

## Publicitet

### Pressen
Det är vanligt att det flera veckor före festen spekuleras i pressen om de inbjudnas namn, kvällsklänningar för kvinnor och vem man kommer att delta i festen med. Många kostymer och klänningar kan vara specialdesignade.

### Yle
År 1949 hördes den första direktsända radioutsändningen från festen, som gjordes av Rundradion (Yle). Den första TV-sändningen ägde rum år 1957 under namnet "Vår självständighets 40-årsjubileum". Direktsändningarna har ägt rum 1967 och 1968 samt från och med 1982. De direkta TV-sändningarna på 2000-talet har följt stämningen hos de inbjudna, i synnerhet kändisarna, genom flera TV-kameror..
Till exempel var Slottsbalen 2008 det mest sedda TV-programmet under året: sändningen lockade över en och en halv miljon tittare, och år 2009 samlade festen över 2,2 miljoner tittare. År 2023 nådde programmet över 3 miljoner finländare enligt Yle. I den övergripande räckvidden ingår förutom själva mottagningen  även programmen Inför slottsbalen och Efterfest på slottet.
Under åren 1993, 1994 och 1998–2016 gjordes en separat svenskspråkig sändning av mottagningen samtidigt på en annan kanal,  som en del av FST:s program. Under åren 2001–2006 sändes det svenskspråkiga programmet både på Yle TV2 och på FST:s digitala kanal, och från 2007 till 2016 endast på Yle Fem. Från och med 2017 sänds ett tvåspråkig program på Yle TV1. Vissa intervjuer är på finska och vissa på svenska, och tittarna kan välja kommentering på svenska eller på finska. Sändningen tolkas numera även till finlandssvenskt och finskt teckenspråk på Yle Arenan.
Publiken kan även ta del av Yles sändning via chatten, som under kvällen också besöks av presidentparet som svarar på finländarnas frågor. År 2023 besökte 195 000 unika besökare de finsk- och svenskspråkiga chattarna.

## Musik
Gardets musikkår ansvarar för bakgrundsmusiken under handskakningen och oftast senare på kvällen för dansmusiken. Förut framförde några veteraner också Veteranens aftontapto för andra krigsveteraner. Även Studentkörens Sångare hedrar ofta veteraner med sång. Jägarmarschen av Jean Sibelius inleds ofta som inmarschmusiken.